# Lycosa vachoni
Lycosa vachoni är en spindelart som beskrevs av Guy 1966. Lycosa vachoni ingår i släktet Lycosa och familjen vargspindlar.
Artens utbredningsområde är Algeriet. Inga underarter finns listade i Catalogue of Life.